# OVK POŠK Split
Omladinski vaterpolski klub POŠK, hrvatski vaterpolski klub iz Splita. Osnovan je neposredno nakon gašenja Vaterpolskog kluba POŠK, te nije pravni sljednik toga kluba. 
 
Od 2023. godine klub djeluje pod imenom OVK Split (Omladinski vaterpolski klub "Split"). 

## Sezona 2017./18.
Sastav: Mario Podrug (vratar), Anteo Divković, Ivo Begović, Ivo Vuleta, Filip Vuleta, Luka Vukić, Marko Elez, Bože Gadža, Ivan Bebić, Marin Delić, Aljoša Kunac, Marin Borovčić Kurir, Krešimir Butić, Dominik Škorić, Stipe Šitum, Toni Ostojić, Jerko Penava, Petar Čondić Kadmenović, Petar Bratim (vratar), Eugen Sunara (vratar).

Trener: Damir Polić
Prvenstvo Hrvatske: 7. mjesto

Kup Hrvatske: polufinale

Jadranska liga: 7. mjesto

U Prvenstvu Hrvatske OVK POŠK je u četvrtfinalu doigravanja imao za protivnika Mornar koji je bio bolji u obje utakmice. U prvoj je pobijedio s rezultatom 13:6, dok je u drugoj Mornar bio bolji s 10:7. U razigravanju od 5. do 8. mjesta OVK POŠK je izgubio od Solarisa (prva utakmica 5:16, druga 11:11), dok je u borbi za 7. mjesto pobijeđen Medveščak (prva utakmica 13:5, druga utakmica 9:5). U Prvenstvu Hrvatske najbolji strijelac OVK POŠK-a je bio Marin Delić s 8 pogodaka, Aljoša Kunac je dao 7 golova, dok su po 6 golova dali Stipe Šitum i Luka Vukić.
U Kupu Hrvatske 2017./18. OVK POŠK je uspješno prošao grupnu fazu. U skupini B kojoj je domaći bio Šibenik, a u kojoj su osim OVK POŠK-a igrali i Mladost, Mornar, Zadar 1952 i domaćin Solaris, OVK POŠK je osvojio drugo mjesto ostvarivši tri pobjede i jedan poraz kojeg je pretrpio od pobjednika skupine Mornara. U završnom turniru kupa koji se održao u Zagrebu OVK POŠK je u polufinalu izgubio od Juga koji je bio bolji s rezultatom 18:6.
U Jadranskoj ligi 2017./18. OVK POŠK je zauzeo 7. mjesto ostvarivši 5 pobjeda, 3 neriješena rezultata i 10 poraza. Najbolji strijelci u regionalnoj ligi bili su Marko Elez s 25 golova, Marin Delić koji je postigao 23 gola, te Aljoša Kunac koji je dao 14 golova.

## Sudjelovanje u natjecanjima

### Jadranska liga
- 2010./11.: 13. mjesto
- 2011./12.: 8. mjesto
- 2012./13.: 6. mjesto
- 2013./14.: 8. mjesto
- 2014./15.: 9. mjesto

### Prvenstvo Hrvatske
- 2010./11.: 8. mjesto
- 2011./12.: 5. mjesto
- 2012./13.: 5. mjesto
- 2013./14.: 5. mjesto
- 2014./15.: 6. mjesto

### Kup Hrvatske
U svakoj sezoni kupa OVK POŠK ispadao je već u prvom dijelu natjecanja (četvrtzavršnici).

## Vanjske poveznice
- Ovk Pošk , Facebook stranica
- OVK SPLIT, Instagram stranica
- hvs.hr, OVK Split
- (engl.) sofascore.com, OVK POŠK Split
- (engl.) sofascore.com, OVK Split
- rwp-league.com, OVK SPLIT
- srbijasport.net, OVK Split - Split